# Tapian Nauli

Situation du district de Tapian Nauli dans le kabupaten de Tapanuli central.

Tapian Nauli ("la belle côte" en langue batak) est un kecamatan (district) du kabupaten de Tapanuli central dans la province de Sumatra du Nord. Il a été créé par détachement de la ville voisine de Sibolga.
La baie de Tapanuli offre un mouillage qui a permis la création du port de Sibolga.

## Histoire

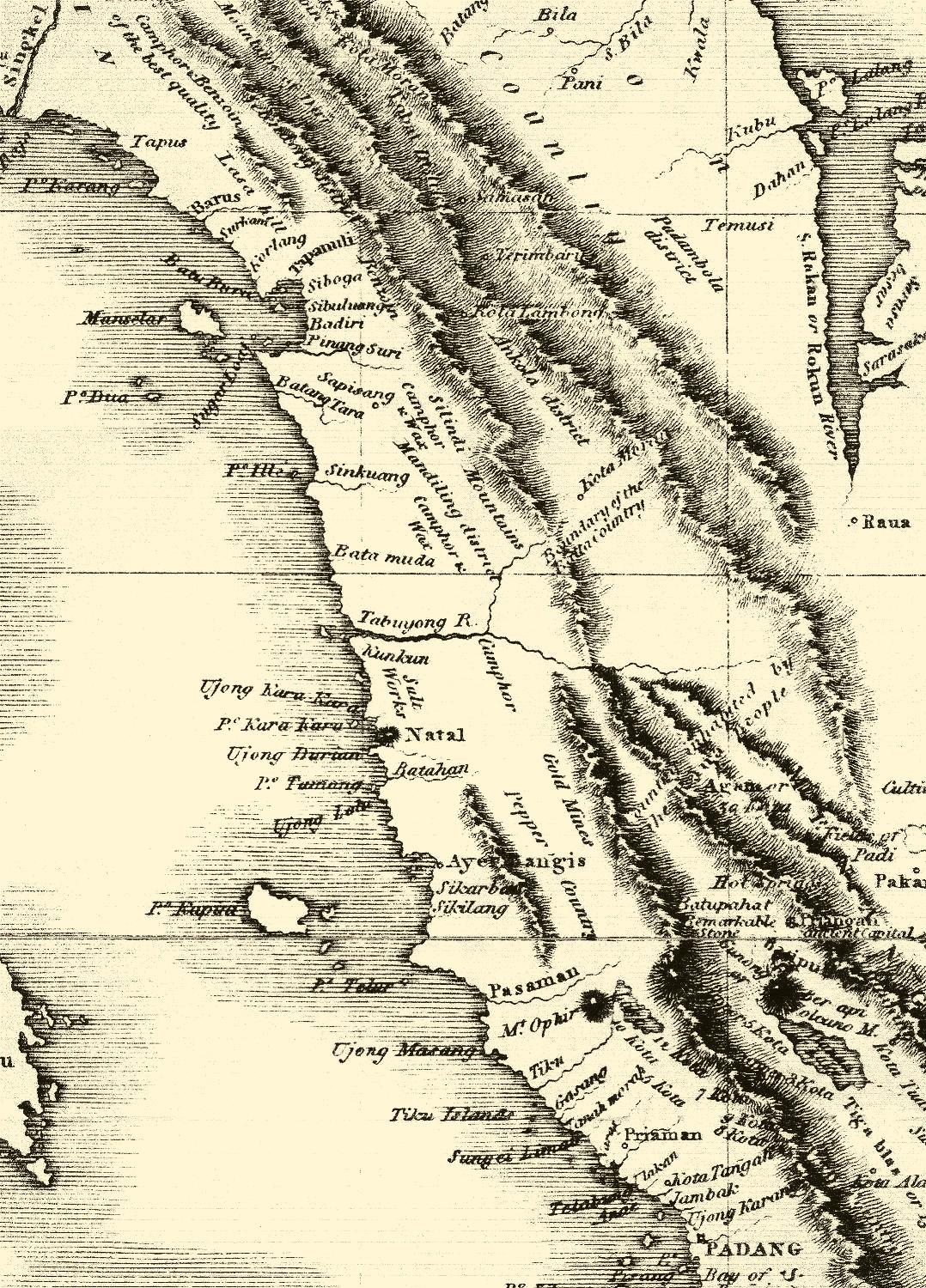
Carte de Sumatra extraite de lHistoire de Sumatra de William Marsden, 1811, montrant la situation de Tapian Nauli ("Tapanuli") et de l'île de Mursala ("Manselor")

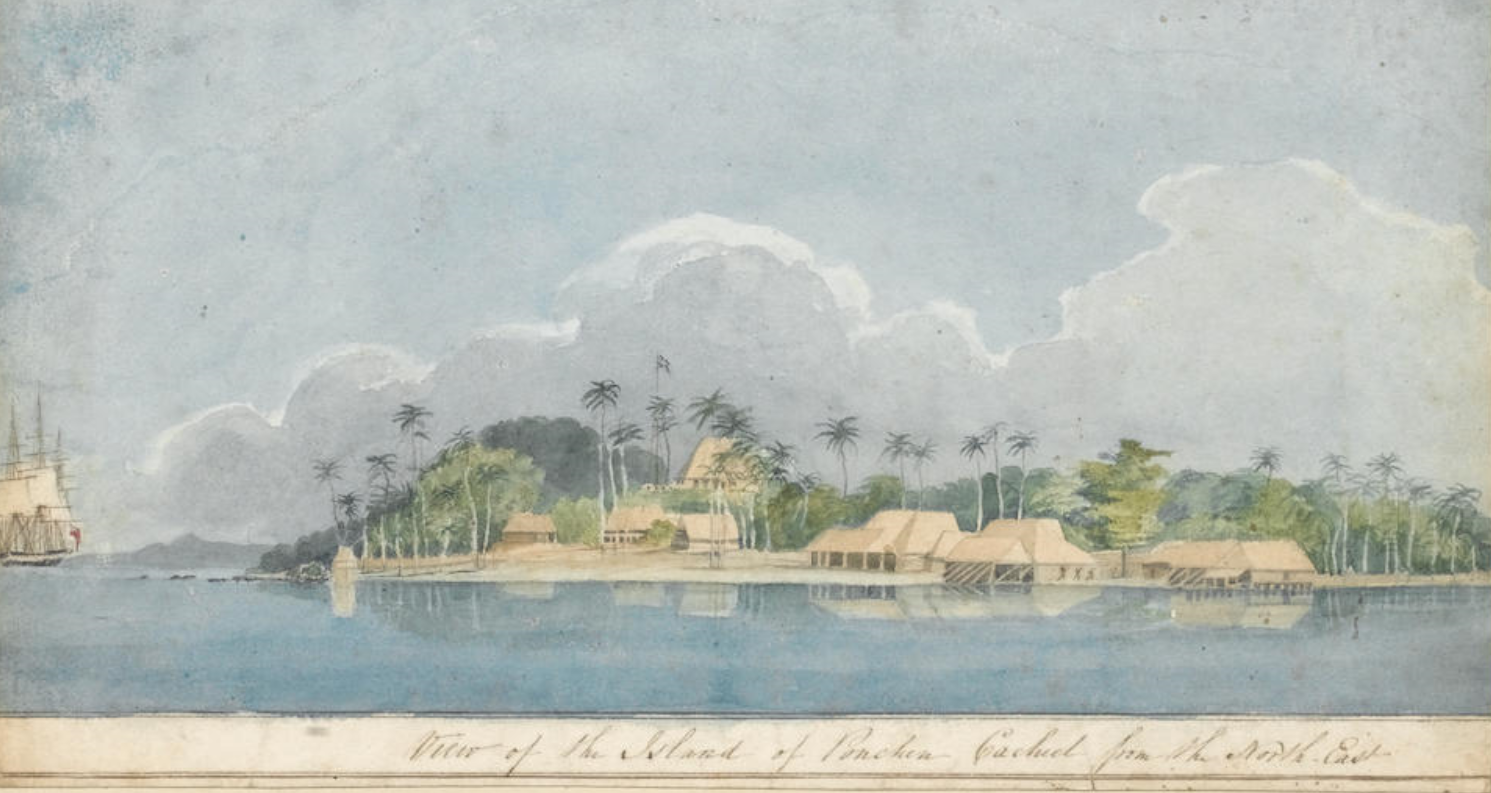
La factorerie anglaise de Tapanuli en 1785

Les Britanniques de la British East India Company sont les premiers Européens à s'intéresser à la côte occidentale de Sumatra. Traditionnellement, les marchands étrangers fréquentent la côte orientale, qui borde le détroit de Malacca, depuis longtemps une des voies maritimes les plus fréquentées au monde. En outre, la côte orientale offre peu de mouillages, en raison notamment de la topographie, la chaîne des Bukit Barisan, parallèle, s'étirant à peu de distance. Dans la partie nord de cette côte, les Britanniques établissent des factoreries à Tapian Nauli ("Tappanooly") et à Natal, située plus au sud. Ils proposent notamment des cotonnades indiennes, moins chères que celles que vendent les Hollandais de la VOC.
En 1759, la factorerie de Tapian Nauli est prise par les troupes françaises de Charles Henri d'Estaing. Natal subit le même sort. Les Français, plutôt préoccupés de leur rivalité avec les Britanniques en Inde, ne s'intéressent pas à l'Asie du Sud-Est et proposent les deux postes aux Hollandais. Ceux-ci déclinent l'offre mais construisent leurs propres forts à Natal et Tapian Nauli. Natal est alors un port actif, selon l'Anglais William Marsden qui y séjourne quelques années. Il explique que c'est une base pratique pour commercer avec Aceh, Riau et Minangkabau.
Au début du XIXe siècle, en réponse à la résistance que montre le prince de Natal à se soumettre à l'ordre hollandais, les autorités coloniales l'arrêtent et le destituent. La principauté est dissoute et rattachée administrativement à la residentie Tapanoeli, constituée de la moitié occidentale de l'actuelle province de Sumatra du Nord.

## Tourisme

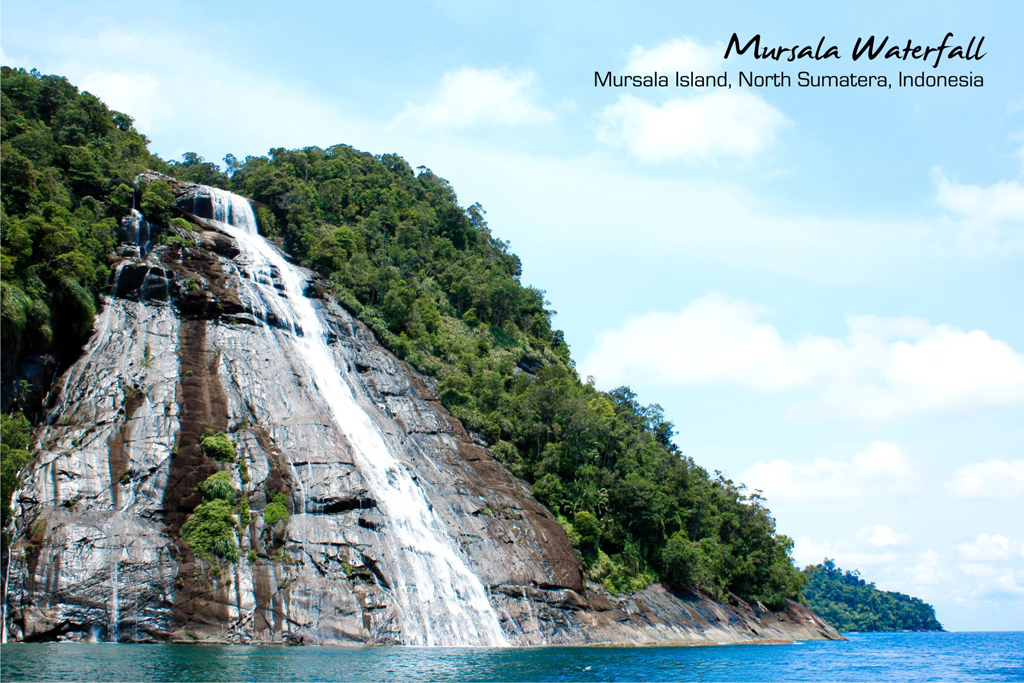
La cascade de Musala

L'île de Musala fait partie du kecamatan. Elle a été un lieu de tournage pour le film King Kong de 2005 réalisé par Peter Jackson.